# Biobankslagen
Biobankslagen (2002:297) är en svensk lag som syftar till att ställa humanbiologiskt material till förfogande för forskning, vård och utveckling. Provgivaren reglerar även till vilka syften provet får användas som till exempel för forskning, klinisk prövning, undervisning etc..
Biobankslagen omfattar alla prover som har tagits inom sjukvården som sparas längre än två månader och som kan härledas tillbaka till en individ. Rutinprover som tas som underlag för kontinuerlig vård omfattas oftast inte. Även om en provgivare tidigare har gett sitt medgivande kan det dras tillbaka, dock kan provgivaren inte välja om provet ska avidentifieras eller kasseras. Avidentifiering innebär att provet inte längre kan härledas tillbaka till individen.
En dom i Högsta domstolen hösten 2018 fastslog att inte ens den enskilde enligt lagen har någon generell rätt att förfoga över vävnadsproverna. Att ett orubbat förtroende för biobankerna har betydelse både för forskningen men också för att den enskilde ska kunna ges så god sjukvård som möjligt.